# Cyrille Toumanoff
Cyrille Toumanoff (en georgiano: კირილ თუმანოვი, Kiril Toumanovi, en ruso: Кирилл Львович Туманов, Kiril Lvóvich Tumánov; San Petersburgo, 10 de octubre de 1913-Roma, 4 de febrero de 1997) es un historiador ruso-georgiano especializado en la genealogía y la historia de Georgia y de Armenia.

## Biografía
Cyrille Toumanoff nació en San Petersburgo. Su padre pertenecía a la familia principesca armeno-georgiana de los Tumanishvili, príncipes de Satoumanischvilo que ejercían el cargo de «protonotarios colegiados» en la corte de Tiflis. Su madre era rusa. Abandonó Rusia con su madre durante la Revolución de 1917. La familia se estableció en un primer momento en París después emigró a Estados Unidos en 1928.
Obtuvo un doctorado en la Universidad de Georgetown (Washington D. C.) en 1943 y se dedicó a la enseñanza hasta su retiro, como profesor honorario en 1970. Autoridad reconocida sobre las cuestiones nobiliarias y dinásticas, se especializó en la genealogía de las familias principescas del Cáucaso cristiano. El príncipe Toumanoff era igualmente consultor histórico de la Orden de Malta, de la que fue caballero.
En cuanto a sus estudios sobre Georgia, los críticos contemporáneos como David Braund reprochan a Cyrille Toumanoff de privilegiar casi siempre las Crónicas georgianas, que considera preferibles a las fuentes extranjeras (latinas, bizantinas, armenias, árabes, etc.), susceptibles según él de estar menos bien informadas o ser víctimas de confusión, puesto que las discordancias con la tradición georgiana son irreconciliables

## Publicaciones
- On the Relationship between the Founder of the Empire of Trebizond and the Georgian Queen Thama, Speculum, 15 (1940).
- Medieval Georgian Historical Literature VIIth-XVth Centuries), Traditio 1 (1943).
- The old Manuscript of the Georgian Annals: The Queen Anne Codex (QA) 1479-1495 Traditio 5 (1947)
- The Early Bagratids. remarks in connexion vith some recent publications, Le Museon 62 (1949).
- The Fifteenth-Century Bagratids and the institution of Collegial Sovereignty in Georgia, Traditio 7 (1949-1951)
- Christian Caucasia between Byzantium and Iran. New light from Old Sources, Traditio 10 (1954).
- La noblesse géorgienne sa genèse et sa structure, Rivista Araldica, Sett (1956).
- Chronology of the Kings of Abasgia and other problems, El Museon, 69 (1956)
- Caucasia and Byzantine studies, Traditio 12 (1956)
- The Bagratids of Iberia from the Eight to the Eleven Century, El Museon 74 (1961)
- The dates of the Pseudo-Moses of Chorence, Handes Amsorya,75 (1961)
- Studies in Christian Caucasian History, Georgetown University Press, (1963).
- The Cambridge Medieval History IV cap XIV "Armenia and Georgia" , nueva edición 1966.
- Chronology of the Early Kings of Iberia, artículo en Traditio 25 (1969)
- The Mamikonids and the Liparitids, Armeniaca, Venecia (1969).
- The Third-Century Armenian Arsacids: A chronological and Genealogical Commentary, Revue des études arméniennes, núm. 6 (1969) pp. 233 a 281.
- Caucasia and Byzantium, Traditio, 27 (1971)
- L’Ordre de Malte dans l’Empire de Russie : Grand-Prieuré Catholique de Russie, Rivista Araldica, Maggio-Giugno (1973)
- Manuel de généalogie et de chronologie pour l’histoire de la Caucasie chrétienne (Armenia, Georgia, Albania), Ed. Aquila, Roma, (1976).
- Aransahikides ou Haykides ? Derniers rois de Siounie, Handes Amsorya (1976)
- Les Maisons Princières Géorgiennes de l’Empire de Russie, Roma, (1983).
- The Albanian Royal Succession, El Museon 97 (1984).
- The Social Myth: Introducción to Byzantinism, Viella libreria editrice, Roma (1984).
- Heraclids and the Arsacids,  Revue des études arméniennes, n.º 19 (1985).
- Problems of Aransahikid Genealogy, El Museon, 98 (1985).
- Les dynasties de la Caucasie chrétienne de l’Antiquité jusqu’au XIXe siècle ; Tables généalogiques et chronologiques, Roma, 1990.